# Antonio Magnoni
Antonio Magnoni (ur. 13 czerwca 1919 w Nonantoli, zm. 18 marca 2007) – włoski duchowny rzymskokatolicki, arcybiskup, urzędnik Kurii Rzymskiej, dyplomata papieski.

## Biografia
11 kwietnia 1943 otrzymał święcenia prezbiteriatu. W 1970 papież Paweł VI mianował go podsekretarzem Świętej Kongregacji ds. Dyscypliny Sakramentów. W 1975, po reorganizacji Kurii Rzymskiej, został podsekretarzem ds. sakramentów Świętej Kongregacji Sakramentów i Kultu Bożego.
24 kwietnia 1980 papież Jan Paweł II mianował go pronuncjuszem apostolskim w Nowej Zelandii (akredytowanym również na Fidżi oraz pełniącym funkcję delegata apostolskiego Oceanu Spokojnego) oraz arcybiskupem tytularnym bosetyjskim. 1 czerwca 1980 przyjął sakrę biskupią z rąk prefekta Świętej Kongregacji Sakramentów i Kultu Bożego kard. Jamesa Knoxa. Współkonsekratorami byli arcybiskup Modeny i Nonantoli Bruno Foresti, sekretarz Świętej Kongregacji Sakramentów i Kultu Bożego abp Antonio Innocenti oraz biskup Carpi Artemio Prati.
22 lipca 1989 został przeniesiony na urząd pronuncjusza apostolskiego w Egipcie. 18 marca 1995, w związku z osiągnięciem wieku emerytalnego, przeszedł na emeryturę.